# Wu Shuqing
Wu Shuqing (xinès tradicional: 吳淑卿, xinès simplificat: 吴淑卿, pinyin: Wú Shūqīng; 1892 - desconegut) va ser una feminista, nacionalista i revolucionària xinesa que va formar i dirigir una de les primeres milícies rebels de dones de la revolució Xinhai el 1911. Wu, en aquell moment, una estudiant de 19 anys, va aconseguir convèncer Li Yuanhong, la comandant en cap dels revolucionaris, perquè li permetés crear l'Exèrcit Revolucionari de Dones, que finalment comptaria entre 100 i diversos centenars de membres. Tot i no tenir pràcticament experiència militar, Wu va demostrar ser una comandant capaç i va dirigir personalment la seva unitat al combat durant les batalles de Hankou i Nanjing, aconseguint una certa fama entre els rebels xinesos en el procés. No obstant això, la seva unitat es va dissoldre després de la revolució i es desconeix la vida posterior de Wu.

## Biografia

### Rerefons
Wu va néixer de pares Han a Hanyang, Hubei, el 1892. Destacada per la seva força física, valentia i intel·ligència pels contemporanis, Wu estava profundament convençuda de la igualtat de gènere i creia que tots els ciutadans, independentment de gènere, haurien de donar suport i defensar la seva nació. En el seu cas, això significava lluitar per la "gran nació Han", contra les potències estrangeres i la dinastia Qing governant. Considerava aquests últims com a "bastards manxús" que havien suprimit els xinesos han.

### Formació de l'Exèrcit Revolucionari de Dones

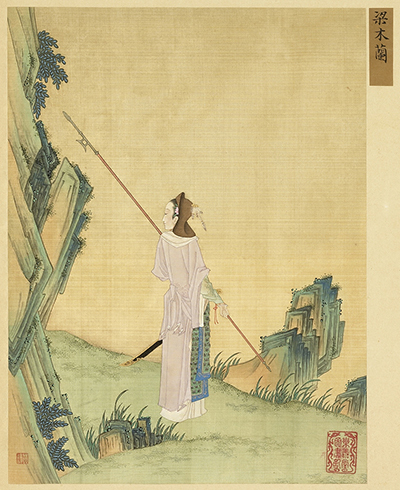
A causa de la seva disposició a prendre les armes per lluitar per la revolució Xinhai contra la dinastia Manxú Qing, els contemporanis van comparar Wu Shuqing amb Hua Mulan, una llegendària guerrera xinesa.

Quan va esclatar l'aixecament de Wuchang contra el govern Qing l'octubre de 1911, Wu tenia 19 anys i va assistir al Col·legi Normal Fengtian de Hanyang. Poc després de l'inici de la revolta, va enviar una carta al comandant en cap dels revolucionaris, Li Yuanhong, proposant la formació d'una brigada femenina armada per ajudar els rebels. Encara que altres dones també prendrien les armes a mesura que la revolució s'estengués, es considera que Wu va ser la primera a suggerir la formació d'un exèrcit de dones. La proposta ve ser inicialment rebutjada, doncs es creia que seria difícil d'incorporar dones a l'exèrcit rebel masculí. Wu es va negar a acceptar això, i va enviar al general una segona carta el 31 d'octubre, mentre publicava simultàniament les seves opinions al periòdic Minli. Va afirmar que el seu desig d'unir-se a la batalla no derivava del desig de "glòria momentània", sino que considerava el seu deure lluitar per la revolució i, si calia, morir en la batalla. Va raonar que, com que homes de totes les classes socials i regions s'estaven unint als rebels, no era justificable excloure les dones, sobretot perquè moltes d'aquestes últimes s'havien entrenat per preparar-se per a les exigències físiques de la guerra. Després d'aquesta segona carta i les peticions d'altres dones militants que volien lluitar per la revolució, Li va cedir i va donar permís a Wu per crear una unitat totalment femenina.
Un cop hagué aconseguit el seu objectiu, Wu va publicar avisos per a la seva unitat a Hanyang, mentre dones d'idees afins produïen propaganda per a la seva milícia. Per exemple, Liu Wangli va comparar Wu amb la llegendària guerrera Hua Mulan per inspirar altres dones a allistar-se. La campanya de reclutament va ser un èxit, i centenars de dones van intentar unir-se a la unitat de Wu. La majoria d'aquests reclutes potencials eren estudiants de classe mitjana, algunes d'elles amb els peus lligats. Els historiadors difereixen sobre amb quants efectius comptava l'autoanomenat Exèrcit Revolucionari de Dones de Wu. Segons Louise Edwards va ser d'unes 100, mentre que Ono Kazuko i Fan Hong calculen que podrien haver lluitat sota el comandament de Wu "uns centenars de dones".

### Combat i vida posterior

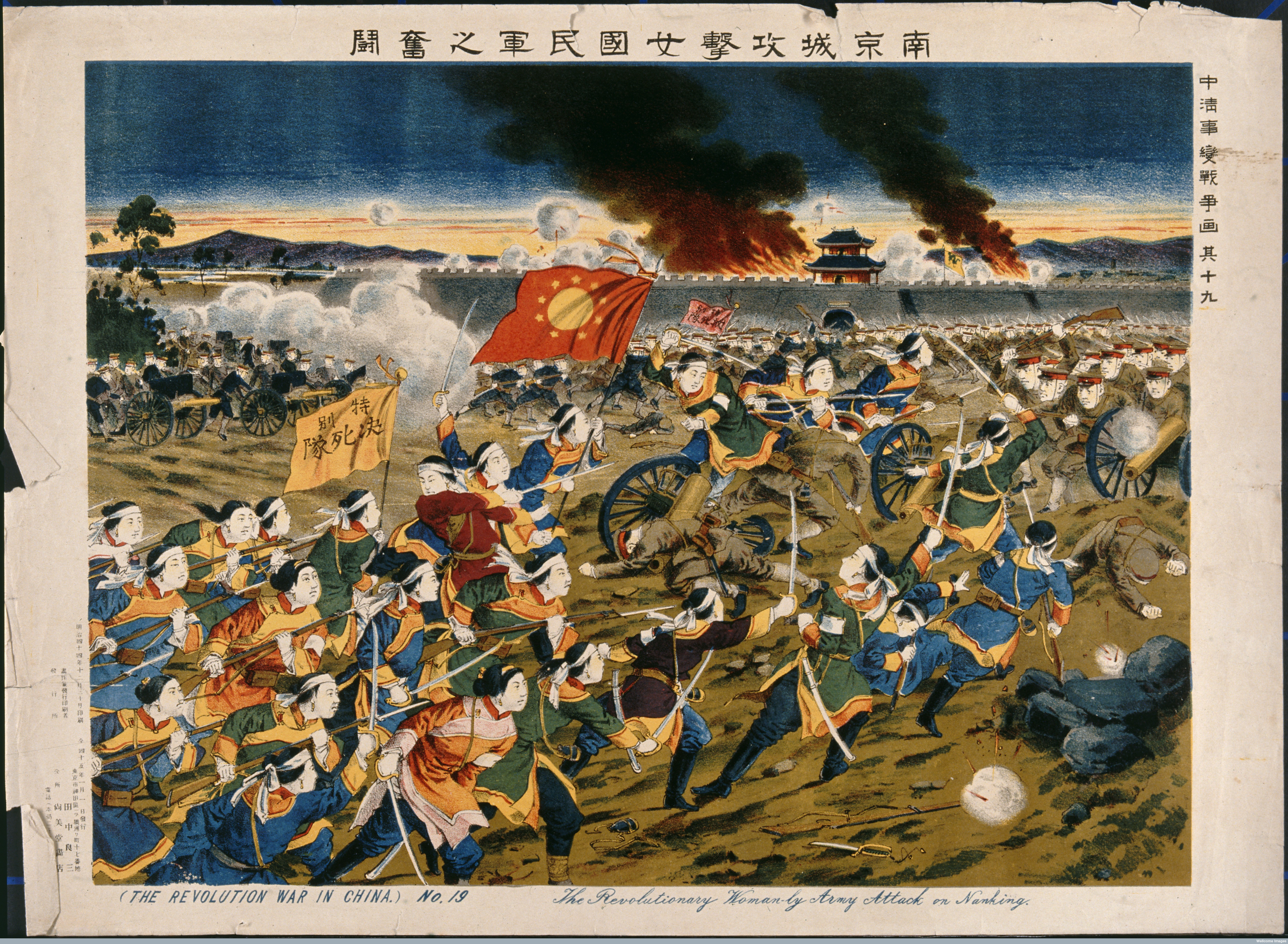
Pintura de T. Miyano que representa un atac de dones combatents rebels a Nanjing el 1911

Wu va organitzar i entrenar personalment l'Exèrcit Revolucionari de les Dones en només deu dies, i després els va dirigir al combat durant la Batalla de Hankou. La historiadora Su Xiao comenta que Wu va demostrar ser una comandant capaç, utilitzant les seves tropes amb prou feines entrenades però molt motivades per evitar les forces Qing a prop de Hankou i, després, atacar-les per la rereguarda. Ella i la seva unitat ràpidament van guanyar certa fama pel seu bon rendiment en combat. L'Exèrcit Revolucionari de Dones es va traslladar llavors a l'est, participant en la batalla de Nanjing, juntament amb diverses milícies rebels femenines. A Nanjing, Wu va planificar i dur a terme l'atac al fort de Shizishen, d'importància estratègica.
Després del final de la revolució, el Govern Provisional de la República de la Xina va ordenar la dissolució de totes les unitats militars de dones xineses el 26 de febrer de 1912. No se sap què va passar amb Wu després de la seva carrera militar.